# Арслан-шах II (султан Кермана)
Арслан-шах II (*д/н — 1177) — султан Кермана в 1170—1171, 1172—1175, 1175—1177 роках. Ім'я перекладається як «Цар-лев».

## Життєпис
Походив з династії Сельджукидів. Син Тогрул-шаха, султана Кермана і Оману. Про дату народження нічого невідомо. Виховувався під орудою атабека Кутб ад-Діна Мухаммеда бен Бузкуша. Після смерті батька у 1170 році виступив проти брата Бахрам-шаха, що захопив трон. Доволі швидко зумів повалити того, що втік до огузів на схід Хорасану. Водночас претензії на трон висунув інший брат Туран-шах. Втім Арслан-шах II за підтримки знаті та військовиків змусив того податися у вигнання. Військову спробу здобути трон з боку туран-шаха також було відбито.
Втім у 1171 році проти султана виступив бахрам-шах з військом кочівників-огузів, який завдав керманцям поразки у битві при Джифурті. Не маючи змоги чинити спротив, Асрлан-шах II втік до Арслан-шаха, султана Іраку. тут він отримав військову допомогу від впливового атабека Шамс ад-Діна Ільдегиза. разом з останнім Арслан-шах II рушив на Керман, де взяв в облогу столицю Бердасир. після 6 місяців його облоги змусив бахрам-шаха здатися та визнати себе султаном. Натомість той отримав область Мекран. У 1174 році бахрам-шах вимушений був тікати до огузів в Мерв, а Арслан-шах II захопив місто бам і область Мекран.
У 1174 році рушив проти Ізз ад-Діна Лангара, маліка Єзда, що скориставшись боротьбою за трон в Кермані, відмовився сплачувати данину. Арслан-шах II доволі швидко завдав поразки лангару, проте завершити військову кампанію не встиг, оскільки в межі держави вдерся Бахрам-шах. Султану вдалося відбити напад. Втім 1175 року він зазнав поразки й знову вимушений був тікати до Іракського султанату.
У 1175 році після смерті бахрам-шаха знову виступив на здобуття трону Керману, де здобув владу небіж Мухаммед-шах II. Маючи підтримки військових та знаті доволі швидко повалив останнього, змусивши тікати до огузів. Арслан-шах II втретє став султаном. Втім у 1177 році проти нього виступив брат Туран-шах, що отримав підтримку від емірів Фарсу та Ісфагану. Також на бік супротивників султана перейшли гулями (раби-вояки) колишнього султана Бахрам-шаха. Зрештою Арслан-шах II зазнав поразки й загинув у битві з тюркськими військами на чолі із еміром Айбеком. Новим султаном став Туран-шах II.